# EBiDAN
是日本经纪公司星尘传播旗下年轻男性艺人及演员所组成的剧团及艺人集体，该名字源自“惠比寿学园男子部”（えびすがくえんだんしぶ）的缩写。

EBiDAN团队标志。

此外，该名字也是成员出演电视节目的节目名，和发表他们情报杂志的杂志名。

## 团队简介
2010年，EBiDAN作为一个戏剧团体开始展开活动。团名中的“惠比寿”是其所属经纪公司星尘传播所在地。随着成员的替换，在2012年，EBiDAN正式成为一个艺人集团。同时在集团内部，又形成了类似超特急、DISH//这样的小分队。EBiDAN目前在籍的演员大多以个人身份进行活动，也有少数情况采用剧团形式进行演出。
2016年3月至今，EBiDAN在籍的6岁至25岁艺人已超过百人。

## 团队历史

### 2010年
- 5月1日，面试招募开始。[2]
- 7月20日，EBiDAN成员确定。[2]
- 8月12日，官方博客开通。
- 8月17日，视频配信启动。
- 8月27日－29日，首部舞台剧公演达成。[3]

### 2011年
- 受东日本大震灾的影响，原定4月2日公演的舞台中止演出。
- 8月24日至28日，第二部公演舞台剧上演。[4]
- 12月25日。[4]

### 2012年
- 3月20日，[5]
- 5月12日，[5]
- 6月10日，小分队“超特急”与“DISH//”成立并公开亮相。
- 8月4日，
- 9月1日，随着公司成立戏剧团“剧☆男”，EBiDAN逐步从演员集团转型为艺人集团。
- 10月24日，小分队成立并公开亮相。

### 2013年
- 3月27日，小分队“PrizmaX（日语：PrizmaX）”成立并公开亮相。
- 4月1日，EBiDAN TOKYO（研究生）开始面试招募。
- 6月19日，小分队开始担纲重要演出。
- 9月，小分队宣布解散。[6]
- 12月29日，小分队以“カスタマイZ（日语：カスタマイZ）”名义再结成。

### 2014年
- 4月5日，
- EBiDAN OSAKA 39试镜启动。
- EBiDAN NAGOYA、EBiDAN SENDAI、EBiDAN FUKUOKA、EBiDAN OSAKA及EBiDAN OKINAWA的试镜启动（EBiDAN OSAKA在2014年8月开始活动）。
- 7月5日，
- 11月24日，EBiDAN 39 & KiDS的单独公演《星男祭2014》上演。

### 2015年
- 2月4日，“カスタマイZ（日语：カスタマイZ）”小分队开始担纲重要演出。[7]
- 3月11日，小分队“樱花蘑菇”正式结成并亮相。
- 3月18日，小分队“MAGiC BOYZ”正式结成并亮相。
- 3月25日，小分队“M!LK”正式结成并亮相。
- 7月6日，EBiDAN团体在线视频开始在专属网站“星尘频道”播出。[8]
- 7月12日，[9]
- 7月18日，“EBiDAN THE STREET”项目启动。
- 9月27日，EBiDAN 39 & KiDS的单独公演《星男祭2015》上演。

### 2016年
- 7月20日、21日：与开始举行。
- 8月26日：于本日正式解散。

## 衍生小分队

### 超特急
- 史上第一个以“主要舞者”搭配“背景和音”的团体。
- 团体成员按照年龄顺序被称之为“二号车”到“十四号车”，粉丝则被称之为“八号车”。
- 团队成员都有自己的代表色和担当（初任队长为村田佑基，現任隊長為船津稜雅）。
- 2011年11月结成，结成时组合是以“超特急☆-BULLET TRAIN-”为名字进行培训。[10]
- 2012年3月，新成员（草川拓弥）加入。[11]同时，ショウ（竹村翔）退团（并未公开发表退团声明）。
- 2012年6月10日，首张单曲《TRAIN》正式发布。
- 组合隶属于星尘传播艺能一部。

#### 组合成员
- （小笠原海）
- （船津稜雅）
- （草川拓弥）
- （村田祐基）
- （松尾太陽）
- （志村秀哉）
- （森次政裕）
- （髙松アロハ）
- （柏木悠）

### DISH//
- 本组合是一支摇滚舞曲乐队。
- 2011年11月正式结成。[10]
- 2012年6月10日，处女作正式发表。
- 2013年6月19日，以单曲CD正式出道，该单曲由Sony Music Records发行。
- 2015年1月1日，首次登上日本武道馆，公演成功。
- 2017年1月1日，武道馆公演上，新成员泉大智加入。
- 本组合隶属星尘传播旗下艺能三部。[12]

#### 组合成员
- 北村匠海
- 矢部昌晖
- 橘柊生
- 泉大智

### PrizmaX
- 舞曲及声乐组合。
- EBiDAN目前唯一在出道前就结成临时组合的出道小分队。

#### 组合成员
- 黑川蒂姆（日语：黒川ティム）
- 森崎永利（日语：森崎ウィン）
- 清水大树（日语：清水大樹）
- 福本有希（日语：福本有希）
- 岛田翼（日语：島田翼）

## EBiDAN 39&KiDS所衍生小分队
初中生以上的组合成员被称之为，而小学生以下的组合成员则被称之为，这两部成员被统称为。此外，还在东京、大阪、仙台、名古屋、福冈和冲绳等地设立分支机构，打造属于当地的地缘偶像组合。他们被分别称之为：。其中在东京活动的初中生成员被称之为。
最初，这个集团被认为是EBiDAN的研究生部门，现在已经独立成为一个分支部门了。

### M!LK
- 由于小分队的解散，EBiDAN的冠名电视节目就开启了新小分队的企划。新小分队采用了第二支单曲名字而确定了小分队的正式名字。后因为悠斗退出而换佐野勇斗加入。小分队于日本青春馆公演的《星男祭2014》上正式亮相。
- 2014年11月24日，《星男祭2014》初次公演登场。
- 2015年3月25日，发售单曲，正式CD出道。
- 2016年5月3日－5日，东京、大阪、名古屋三地演出，首次巡演成功。

#### 组合成员
- 山中柔太朗
- 佐野勇斗
- 塩崎太智
- 曾野舜太
- 吉田仁人

### 樱花蘑菇
- 该小分队隶属星尘传播旗下的艺能一部。
- 他们是一支民俗音乐二重唱组合。
- 2014年8月，他们在街头表演的时候采用的是名字。
- 2014年11月24日，《星男祭2014》初次公演登场，并公布正式组合名“樱花蘑菇”。首张单曲也在场馆内限量发行。

#### 组合成员
- 田中雅功
- 高田彪我

### SUPER★DRAGON
- 九人制唱跳團體。主要樂風為混合迴響貝斯和重搖滾，近期多挑戰各式EDM分野的曲風為主。除了歌唱與舞蹈，亦有饒舌、節奏口技等多要素融合於歌曲中。
- 分為年上四人（志村玲於、古川毅、Jean海渡、飯島颯）的FIRE DRAGON和年下五人（伊藤壯吾、田中洸希、池田彪馬、松村和哉、柴崎樂）的THUNDER DRAGON兩個分組，各自擁有分組的歌曲和專輯，也有分組進行的活動和公演。
- 2015年9月27日於「EBiDAN 39&KiDS 星男祭2015」發表團體組成。
- 團體隸屬於星塵傳播藝能三部。

#### 團體成員
- 志村玲於（隸屬分組：FIRE DRAGON）
- 古川毅（日语：古川毅） （隸屬分組：FIRE DRAGON）
- Jean海渡（隸屬分組：FIRE DRAGON）
- 飯島颯（隸屬分組：FIRE DRAGON）
- 伊藤壯吾（隸屬分組：THUNDER DRAGON）
- 田中洸希 （隸屬分組：THUNDER DRAGON）
- 池田彪馬（隸屬分組：THUNDER DRAGON）
- 松村和哉（隸屬分組：THUNDER DRAGON）
- 柴崎樂（隸屬分組：THUNDER DRAGON）

### 原因は自分にある。
- 七人制唱跳團體。曲風為鋼琴搖滾。
- 通稱げんじぶ（genjibu）英文簡稱：GNJB
- 2018年10月15日經由粉絲投票自BATTLE BOYS TOKYO中選出其中六名成員（武藤潤、大倉空人、吉澤要人、長野凌大、杢代和人、櫻木雅哉）作為新企劃BATTLE STREET成員，其後2018年11月15日發表追加成員小泉光咲（原隸屬於BATTLE BOYS SENDAI）成為七人體制。
- 2019年7月7日於「BATTLE BOYS LIVE 2019 ~DREAMS COME TRUE~」發表自BATTLE BOYS畢業並以正式團體身份出道。
- 2019年8月7日宣布自原團體名稱：BATTLE STREET改名為現團名：原因は自分にある。
- 2019年10月9日發行同名出道單曲「原因は自分にある。」

#### 團體成員
- 武藤潤
- 大倉空人（日语：大倉空人）
- 小泉光咲（日语：小泉光咲）
- 吉澤要人（日语：吉澤要人）
- 長野凌大（日语：長野凌大）
- 杢代和人
- 桜木雅哉（日语：桜木雅哉）

## 已退团成员
- 石居拓麻
- 石井伶治
- 石部雅纪（日语：石部雅紀）
- 井上莉稳
- 央川奈知
- 长谷川辽（日语：長谷川遼）
- 森下雅也（日语：森下雅也）
- 青山可弦
- 五十岚麻朝（日语：五十嵐麻朝）
- 大石悠马（日语：大石悠馬）
- 大仓裕真（日语：大倉裕真）
- 大桥典之
- 冈田直己
- 小川真育
- 北田靖真
- 河野朝哉（日语：河野朝哉）
- 佐藤匠（日语：佐藤匠）
- 志村勇树
- 太贺
- 高桥直人
- 髙桥枫翔
- 竹村翔
- 田中仁
- 二宫敦（日语：二宮敦）
- 野村风马
- 早川雄将
- バーンズ勇気
- 东谷笃门（日语：東谷篤門）
- 广瀨智纪
- 水野真典（日语：水野真典）
- 望月柊成
- 悠斗
- 横浜流星
- 吉冈澪皇（日语：吉岡澪皇）
- 吉川薫
- 吉田大辉
- 和田崇太郎

### 移籍“剧☆男”
- 赤池洋
- 有元启太朗
- 石田知之
- 伊藤玻罗马
- 猪野广树
- 田口司（日语：田口司）
- 佐佐木裕也
- 渡边圣斗
- 武井骏

## 演出

### 电视节目
- 《超×D（日语：超×D）》（2013年1月10日－3月，东京都会电视台）——主持人：超特急、
- （2013年1月－迄今，TwellV（日语：ワールド・ハイビジョン・チャンネル））——主持人：
- 《超×D Music+（日语：超×D Music+）》（2013年4月－2014年6月，东京都会电视台）——主持人：超特急、
- （2013年9月16日－2014年9月29日，东京都会电视台）——主持人：研究生、清水大树（日语：清水大樹）
- （2014年7月5日－2014年12月27日，BS11）——主持人：
- 《超D.Customize》（2014年7月6日－迄今，BS朝日）——主持人：超特急、
- （2014年10月4日－迄今，BS日本）——主持人：
- 《STAR☆梦想家》（2016年7月3日－迄今，BS朝日）——主持人：、超特急、樱花蘑菇、

### 电台节目
- 《惠比寿男子学园 放学后》（2012年4月－2013年7月，音泉网络电台）——主持人：
- （2012年11月4日－2014年3月，FM富士（日语：エフエム富士））——主持人：、超特急、DISH//（每周轮替）
- （2016年1月5日－迄今，CBC电台）——主持人：、樱花蘑菇、（每周轮替）

## 书籍
- （2013年12月3日出版）——星尘音乐出版株式会社，星尘电影株式会社（日语：株式会社スターダスト音楽出版）联合出版
- （2014年4月2日出版）——星尘音乐出版株式会社，星尘电影联合株式会社出版
- （2014年7月31日出版）——星尘音乐出版株式会社，星尘电影联合株式会社出版
- （2014年12月5日出版）——星尘音乐出版株式会社，星尘电影联合株式会社出版
- （2015年3月29日出版）——星尘音乐出版株式会社，星尘电影联合株式会社出版
- （2015年7月21日出版）——星尘音乐出版株式会社，星尘电影联合株式会社出版
- （2015年12月17日出版）——星尘音乐出版株式会社，星尘电影联合株式会社出版